# Liga ACB MVP
La Liga ACB MVP è il premio conferito dalla Liga ACB al miglior giocatore della stagione regolare.

## Vincitori

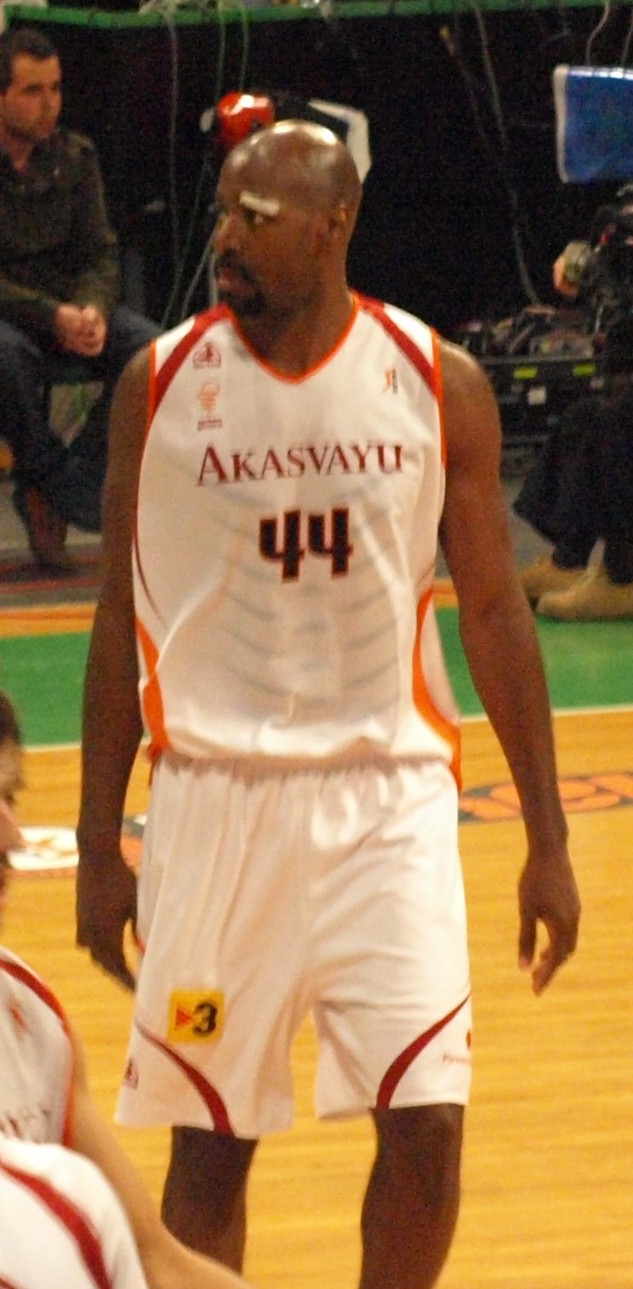
Darryl Middleton tre volte vincitore del premio

| Stagione  | Nazionalità          | Giocatore             | Squadra                   |
| --------- | -------------------- | --------------------- | ------------------------- |
| 1991-1992 | Stati Uniti          | Darryl Middleton      | Valvi Girona              |
| 1992-1993 | Stati Uniti          | Darryl Middleton (2)  | Caja San Fernando         |
| 1993-1994 | Lituania             | Arvydas Sabonis       | Real Madrid               |
| 1994-1995 | Lituania             | Arvydas Sabonis (2)   | Real Madrid               |
| 1995-1996 | Stati Uniti          | Michael Anderson      | Caja San Fernando         |
| 1996-1997 | Stati Uniti          | Kenny Green           | Taugrés                   |
| 1997-1998 | Jugoslavia           | Dejan Bodiroga        | Real Madrid               |
| 1998-1999 | Stati Uniti          | Tanoka Beard          | Real Madrid               |
| 1999-2000 | Stati Uniti          | Darryl Middleton (3)  | Casademont Girona         |
| 2000-2001 | Stati Uniti          | Lou Roe               | Cabitel Gijón             |
| 2001-2002 | Stati Uniti          | Tanoka Beard (2)      | DKV Joventut              |
| 2002-2003 | Argentina            | Wálter Herrmann       | Jabones Pardo Fuenlabrada |
| 2003-2004 | Argentina            | Andrés Nocioni        | TAU Cerámica              |
| 2004-2005 | Argentina            | Luis Scola            | TAU Cerámica              |
| 2005-2006 | Spagna               | Juan Carlos Navarro   | FC Barcelona              |
| 2006-2007 | Argentina            | Luis Scola (2)        | TAU Cerámica              |
| 2007-2008 | Spagna               | Marc Gasol            | Akasvayu Girona           |
| 2008-2009 | Spagna               | Felipe Reyes          | Real Madrid               |
| 2009-2010 | Brasile              | Tiago Splitter        | Caja Laboral              |
| 2010-2011 | Spagna               | Fernando San Emeterio | Caja Laboral              |
| 2011-2012 | Stati Uniti          | Andy Panko            | Lagun Aro GBC             |
| 2012-2013 | Spagna               | Nikola Mirotić        | Real Madrid               |
| 2013-2014 | Stati Uniti          | Justin Doellman       | Valencia Basket           |
| 2014-2015 | Spagna               | Felipe Reyes (2)      | Real Madrid               |
| 2015-2016 | Grecia               | Iōannīs Mpourousīs    | Laboral Kutxa Vitoria     |
| 2016-2017 | Spagna               | Sergio Llull          | Real Madrid               |
| 2017-2018 | Slovenia             | Luka Dončić           | Real Madrid               |
| 2018-2019 | Argentina            | Nicolás Laprovíttola  | Joventut Badalona         |
| 2019-2020 | Spagna               | Nikola Mirotić (2)    | FC Barcelona              |
| 2020-2021 | Georgia              | Giorgi Shermadini     | Tenerife                  |
| 2021-2022 | Bosnia ed Erzegovina | Džanan Musa           | Río Breogán               |
| 2022-2023 | Georgia              | Giorgi Shermadini (2) | Tenerife                  |
| 2023-2024 | Argentina            | Facundo Campazzo      | Real Madrid               |
| 2024-2025 | Brasile              | Marcelinho Huertas    | Tenerife                  |